# Женская сборная Таиланда по хоккею на траве
Женская сборная Таиланда по хоккею на траве — женская сборная по хоккею на траве, представляющая Таиланд на международной арене. Управляющим органом сборной выступает Ассоциация хоккея на траве Таиланда (англ. Thailand Hockey Association).
Сборная занимает (по состоянию на 1 января 2015) 45-е место в рейтинге Международной федерации хоккея на траве (FIH).

## Результаты выступлений

### Азиатские игры
- 1982 — не участвовали
- 1986 — 5-е место
- 1990—1994 — не участвовали
- 1998 — 7-е место
- 2002—2006 — не участвовали
- 2010 — 6-е место
- 2014 — 7-е место

### Чемпионат Азии
- 1985 — 5-е место
- 1989 — не участвовали
- 1993 — 7-е место
- 1999—2004 — не участвовали
- 2007 — 6-е место
- 2009 — 10-е место
- 2013 — не участвовали

### Мировая лига
- 2012/13 — не участвовали
- 2014/15 — ?? место (вышли во 2-й раунд; он будет в марте 2015)